# Трофенсе (футбольный клуб)
«Трофенсе» (порт. CD Trofense) — португальский футбольный клуб из города Трофа,  округа Порту на севере Португалии. Клуб основан в 1930 году, домашние матчи проводит на стадионе «Трофенсе», вмещающем 5074 зрителя. В сезоне 2008/09 единожды за свою историю выступали в Примейре.

## История
В сезоне 2005/06 «Трофенсе» через плей-офф пробился в Сегунда лигу. В сезоне 2007/08 клуб победил в Сегунда лиге, что позволило дебютировать в Лиге Сагреш. Однако, закрепиться в элите не удалось, «Трофенсе» занял последние место и вылетел обратно в низший дивизион. Несмотря на вылет команда отличилась домашней победой над Бенфикой 2-0 и выездной ничьей с Порту 0-0 .

## Достижения
- Сегунда лига
  - Победитель: 2007/08
- Терсейра дивизиу
  - Победитель: 1991/92